# VL11

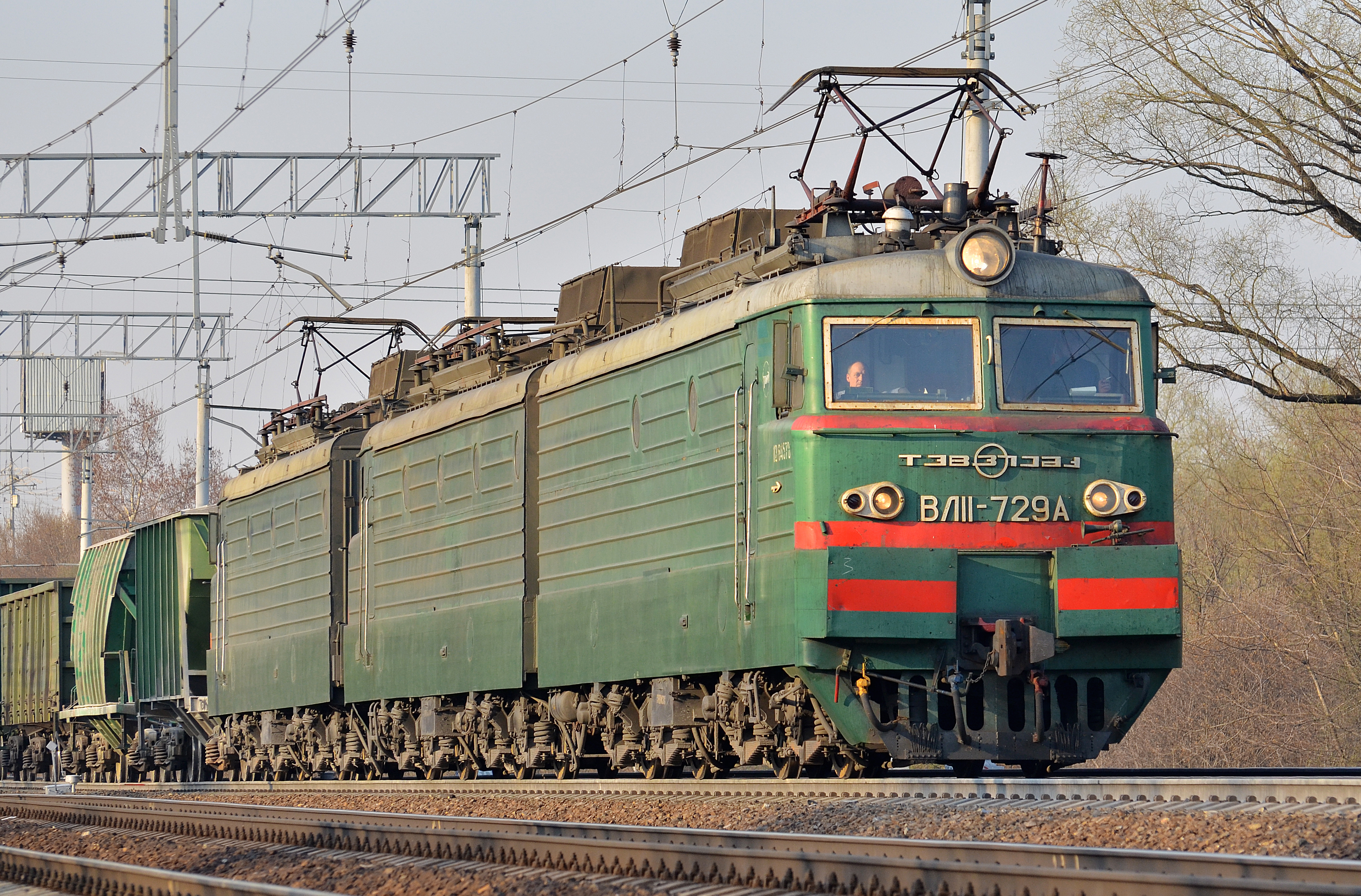
Une VL11 en avril 2014

La VL11 (russe: ВЛ11) est une locomotive de fret et de passagers électrique des lignes principales, construite en Géorgie, utilisée en Russie et en Ukraine.
Les ВЛ11 sont construites dans des unités à deux sections, mais peuvent être construites avec trois ou quatre sections utilisant la technologie train-bloc. Les unités de trois sections ont 12 essieux, des freins régénératifs et peuvent transporter des charges allant jusqu'à 59 250 kg. Ils ont une puissance de 8040 kW.
L'administration des Chemins de fer de l'État Ukrainien (Ukrzaliznytsia) a mis à jour leurs locomotives VL11; à partir de 2012, ils prévoient d’améliorer 20 locomotives par an. La mise à jour permettra de prolonger la durée de vie de chaque locomotive de 15 ans, et il ne représente que 28 % du coût d'une nouvelle locomotive électrique.

## Traduction
- (en) Cet article est partiellement ou en totalité issu de l’article de Wikipédia en anglais intitulé « VL11 » (voir la liste des auteurs).